# 義農味噌

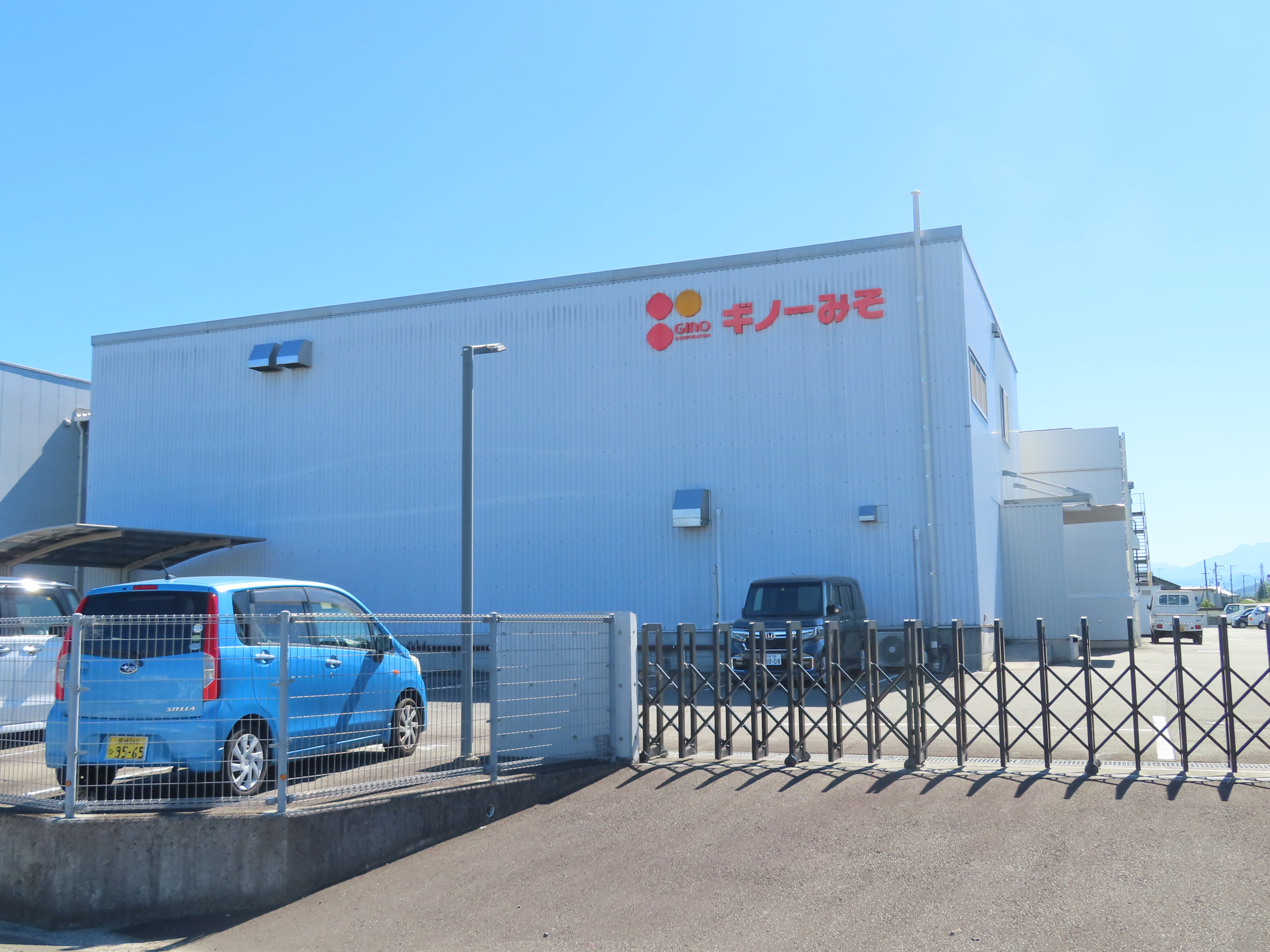
第一工場

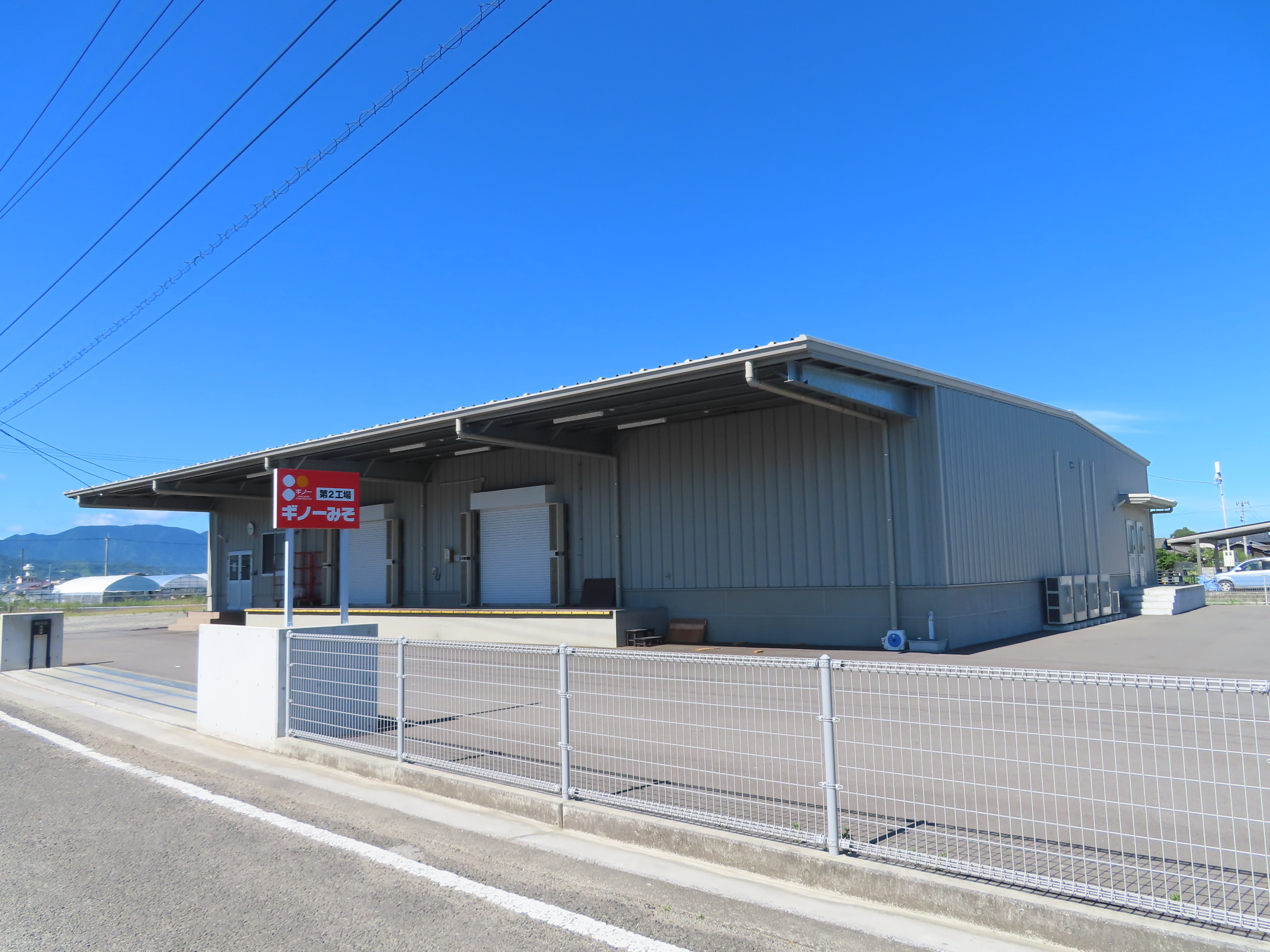
第二工場

義農味噌株式会社（ぎのうみそ）は愛媛県伊予郡松前町に本社を置く食品会社である。ブランドはギノーみそと表記する。

## 概要
- 1953年に田中醸造場として創業、1956年に「麦の神様と形容される義農作兵衛にあやかって飛躍したい」をきっかけに義農味噌田中醸造場に改称[1]、1973年に現在の社名として設立した。2010年には、4車線の道路建設に伴い、松前町北黒田地区から松前町永田地区に新社屋に移転した。
- ロゴマークの由来は味噌造りに重要な酵母菌の成長・変化をイメージし成長する人や企業の意識を表現した[1][2]。

## 主な商品

### 味噌
- 伊予のみそ（カップタイプもあり）
- 伊予のみそ　あわせ（カップタイプもあり）
- 田舎みそ甘口すり
- 麦みそ

### 調理味噌
- ひしお
- 金山寺みそ
- おでんみそ（甘口・辛口）
- 酢みそ

### その他調味料
- 愛媛伊予柑ドレッシング
- 愛媛七折梅ノンオイルドレッシング
- もみじ玉ねぎドレッシング

## 受賞
- 1986年：第29回全国味噌鑑評会
  - 会長賞「本造りみそ」
  - 褒賞「伊予の麦あま」
- 1987年：農林水産省食品流通局長賞
- 1989年：第31回全国味噌鑑評会
  - 食糧庁長官賞「本作りみそ」
- 1994年：第37回全国味噌鑑評会
  - 名誉審査委員長賞「田舎みそ甘口」
- 2004：優良ふるさと食品コンクール
  - 農林水産省総合食料局長賞「伊予さつま汁」
- 2005年：第1回松山ブランド新製品コンテスト「NEXT ONE」
  - 愛媛県知事賞「鯛釜めしの素」
- 2006年優良ふるさと食品コンクール
  - 農林水産省総合食料局長賞「七折梅ドレッシング」
- 2006年：第2回松山ブランド新製品コンテスト「NEXT ONE」
  - 優秀賞「七折梅ぽん酢・伊予柑ぽん酢」
- 2013年：第9回松山ブランド新製品コンテスト「NEXT ONE」
  - 優秀賞「松山・昭和レトロミートソース」
- 2014年：第10回松山ブランド新製品コンテスト「NEXT ONE」
  - 優秀賞「伊予の鶏めし」
- 2017年：第13回松山ブランド新製品コンテスト「NEXT ONE」
  - 松山商工会議所会頭賞「伊予のひじきごはん」
- 2018年：第14回松山ブランド新製品コンテスト「NEXT ONE」
  - 優秀賞「伊予柑ドレッシング」
- 2021年：第7回介護食品・スマイルケア食コンクール
  - 金賞「えほめのまるごとはだか麦味噌（麦）
- 2021年：第17回松山ブランド新製品コンテスト「NEXT ONE」
  - 金賞「液状みそ　伊予みそ」

## エピソード
- 正岡省吾がパーソナリティの番組「areav」（FM愛媛）に同社社長が出演しており、「麦みそ食文化の日」について紹介。応募抽選によりリスナーに味噌の商品をプレゼントした[3]。
- 松前町出身の女優片岡礼子が「まさきオフィシャルサポーター」に2022年から就任しており、『片岡礼子のシトラスレター』（南海放送ラジオ）で同社の工場見学をした時のことを話した[4]。2023年8月25日、放送100回を迎えた[5]記念で、番組内で発表されたキーワードや必要事項を書いて応募すると、抽選で10名に同社の商品詰め合わせが当たる企画が行われた[6]。